# Concrete Genie
Concrete Genie (в России также издаётся под названием «Городские духи») — компьютерная игра в жанре action-adventure от третьего лица, разработанная американской компанией PixelOpus под издательством Sony Interactive Entertainment эксклюзивно для игровой консоли PlayStation 4. Игра была официально анонсирована 30 октября 2017 года на Sony PlayStation Media Showcase в рамках выставки Paris Games Week 2017, на которой был показан дебютный трейлер игры. Первоначально выход игры намечался на весну 2019 года, но позднее выход был перенесён на 9 октября 2019 года.
Сюжет игры повествует о главном герое по имени Эш, который постоянно страдает от издевательств уличных хулиганов. Рисуя яркие захватывающие живые пейзажи и озорных существ по всему заброшенному родному городу Денска, Эш осваивает волшебную краску, которая способна оживлять рисунки чтобы очистить загрязнённые стены города и победить хулиганов.

## Отзывы
| Сводный рейтинг | Сводный рейтинг |
| Агрегатор       | Оценка          |
| --------------- | --------------- |
| GameRankings    | 78,40 %         |